# William Ewing
William Lee Davidson Ewing (né le 31 août 1795 à Paris dans le Kentucky et décédé le 25 mars 1846 à Springfield), est un homme politique américain, membre du parti démocrate, qui est gouverneur et sénateur de l'Illinois.

## Biographie
Ewing est né à Paris, dans le Kentucky, le 31 août 1795 et pratique le droit à Shawneetown, dans l’Illinois. James Monroe le nomme receveur du bureau des terres à Vandalia en 1820.
Il épouse Caroline L. Berry le 3 mai 1827.
Il sert en tant que colonel du « Bataillon d’espionnage » pendant la guerre de Black Hawk. En 1830, il est élu président de la Chambre des représentants de l’État. Il a auparavant été greffier de la Chambre. De 1832 à 1834, il est sénateur de l’État, en tant que président pro tempore du Sénat de l’État en 1832. En 1833, il est également nommé lieutenant-gouverneur par intérim de l’Illinois et sert comme gouverneur de l’Illinois pendant quatorze jours en 1834, le mandat de gouverneur le plus court de l’histoire de l’Illinois.
À la mort d’Elias Kane en 1835, Ewing est nommé par Joseph Duncan pour servir le reste du mandat de Kane au Sénat des États-Unis. En 1838, il est nommé commissaire chargé d’ajuster les revendications des sang-mêlé et des trafiquants de Fort Snelling pour les Dakotas en vertu du traité de 1837. Sa campagne de réélection est infructueuse et il retourne à la Chambre de l’État de l’Illinois, devenant à nouveau président de la Chambre.
Il meurt à son domicile de Springfield, dans l’Illinois, le 25 mars 1846,